# Darmstädter Wort
Das Darmstädter Wort zum politischen Weg unseres Volkes war ein Bekenntnis evangelischer Christen zur historischen Mitverantwortung der Deutschen Evangelischen Kirche für die Ursachen und Folgen des Nationalsozialismus. Es leitete aus dem christlichen Glauben an Gottes Versöhnung mit der Welt in Jesus Christus ein neues politisches Verhalten der Christen ab. Es wurde von dem lutherischen Theologen Hans Joachim Iwand und dem reformierten Theologen Karl Barth (dem Hauptautor der Barmer Theologischen Erklärung von 1934) verfasst und von Martin Niemöller und Hermann Diem überarbeitet. Der Bruderrat der EKD, das nach Kriegsende fortbestehende Leitungsorgan der Bekennenden Kirche (BK), gab die Schlussfassung am 8. August 1947 als seine verbindliche Position heraus.
Anders als das Stuttgarter Schuldbekenntnis vom 19. Oktober 1945 benannte das Darmstädter Wort konkrete „Irrwege“ der Christen, die aus Sicht der Autoren lange vor 1933 nötige, auch sozialrevolutionäre Gesellschaftsveränderungen blockiert und so dem Nationalsozialismus den Weg zur Macht geebnet hätten. Damit wollte es das Verhältnis von Kirche und Staat nach nahezu 400 Jahren protestantischer Staatskirchen-Tradition neu bestimmen. Die nur dem Evangelium verpflichtete Kirche sollte Anwalt der Armen und der Völkerversöhnung werden. Sie sollte so dem „Aufbau eines besseren deutschen Staatswesens“ dienen: Damit wollten die Autoren das Ziel eines gesamtdeutschen Demokratischen Sozialismus als Zukunftsaufgabe festhalten, das der damals begonnene Kalte Krieg unerreichbar werden ließ.
Der Rat der Evangelischen Kirche in Deutschland (EKD) übernahm das Darmstädter Wort nicht als seine Position. Es bildete jedoch ab 1969 eine wichtige theologische Basis für den Bund der Evangelischen Kirchen in der DDR und für die Evangelische Studentengemeinde (ESG) im Westen des Landes.

## Vorentwürfe

### Der nationalistische und militaristische Irrweg
Da Gottes Versöhnung mit der Welt (These 1) die Versöhnung der Völker (These 7) ermöglicht und darauf zielt, stellte Iwand in der Aussprache über Barths Einleitungsreferat (siehe unten) zunächst die Frage: „Was heißt es denn, ich bin ein Deutscher?“ Er glaubte, dass die Versöhnung der Deutschen mit den Völkern zunächst eine Klärung des Verhältnisses zur eigenen, deutschen Geschichte erfordere.
Darum rückte sein Vorentwurf vom 6. Juli 1947 den nationalistischen Irrweg (These 2) in den Vordergrund: Der „Traum der besonderen deutschen Sendung“, der seit den antinapoleonischen Befreiungskriegen geträumt wurde und im Kaiserreich wie im Dritten Reich „den schrankenlosen Gebrauch politischer Macht“ gerechtfertigt hatte, war 1945 unwiderruflich ausgeträumt.
Barths Vorentwurf vom 10. Juli fügte These 2 den Irrweg der „militärischen Machtentfaltung“ hinzu: Nationalismus und Militarismus bildeten im Kaiserreich eine Einheit, und beides zusammen war eine wesentliche Voraussetzung für Hitlers Aufstieg.

### Der feudalistische und kapitalistische Irrweg
Kennzeichnete diese Aussage zunächst die allgemeinpolitische Entwicklung, so wandte sich Iwands These 3 der Rolle der Kirche zu: Er beschrieb sie als „christliche Front gegen die notwendigen gesellschaftlichen Neuordnungen“ und als „Bündnis mit den konservativen Mächten“. Hier ergänzte Barth „Monarchie, Adel, Armee, Großgrundbesitz, Großindustrie“. Das markierte das „christliche Abendland“ als in Wahrheit feudalistische und kapitalistische Klassengesellschaft.
Ihr gegenüber betonte Iwand – zum ersten Mal in einer halboffiziellen Kirchenerklärung – „das Recht auf Revolution“. Die Haltung der Kirchen im Kaiserreich wie in der Weimarer Republik sei durchgängig von einer tiefen Abneigung gegen linksrevolutionäre, auf Demokratie und Sozialismus zielende Gesellschaftsveränderungen geprägt gewesen. Dieselben Vertreter, die die Novemberrevolution als Katastrophe beklagten, bejubelten die „Nationale Revolution“ der Machtergreifung Hitlers wie eine Erlösung. Das habe, so Iwand, „furchtbare Folgen gezeitigt“. Weder er noch Barth erwähnten jedoch den Holocaust.

### Der Irrweg des Kalten Krieges
These 4 stellt das „freie Angebot der Gnade Gottes“ der „weltanschaulichen Frontenbildung“ gegenüber, die damals wieder um sich griff. Iwands Vorentwurf nannte konkret die Parole „Christentum oder Marxismus“, die Kirchenvertreter schon wenige Jahre nach der Katastrophe ausgaben, obwohl sie zuvor kaum jemals „Christentum oder Nationalsozialismus“ gesagt hatten. Er erläuterte die Folgen:
„Diese Parole hat uns verführt, zu schweigen, als wir zum Zeugnis für Recht und Freiheit gefordert waren, und denen politisch zu folgen, denen wir als Christen widerstehen mussten.“
Dieser Satz zum christlichen Widerstandsrecht wurde nicht in die Endfassung übernommen. Gleichwohl wurde deutlich, dass Iwand die in der Kirche beliebte Gleichung von „braun“ und „rot“ ablehnte. Gerade auf dem Hintergrund des versäumten Widerstands gegen das NS-Regime hieß dies für ihn, „die Welt ihrer Selbstrechtfertigung (zu) überlassen“. Dagegen wollten Iwand und Barth die Kirche „zwischen Ost und West“ positionieren: als Kraft zur Versöhnung der Völker im und gegen den begonnenen Kalten Krieg.

### Der antimarxistische Irrweg
Dafür kam die von Barth formulierte These 5 hinein. In seinem Vorentwurf lautete sie:
„Wir sind in die Irre gegangen, indem wir den ökonomischen Materialismus der marxistischen Lehre als ein Licht der leiblichen Auferweckung Jesu Christi und als Licht der umfassenden Prophetie Jesu Christi übersahen.“
Dies wurde häufig missverstandener Stein des Anstoßes. Barth wollte damit nicht die marxistische Lehre predigen. Er bejahte sie nur als hilfreiches Instrument zur Gesellschaftsanalyse und Interessenbestimmung, betrachtete sie aber nicht als alleingültige Ideologie. Er wollte die Kirche durch sie an ein Element ihrer eigenen Botschaft erinnern: die „Verheißung für das Diesseits“, nämlich die in der Prophetie Israels verheißene, durch die Auferstehung Jesu bekräftigte Revolution Gottes zu Gunsten der Armen (Mt 5,3.5):
„Selig ihr Armen, denn euch gehört Gottes Reich! … Selig ihr Machtlosen, denn ihr werdet die Erde besitzen!“
Eben darum habe die Kirche „die Sache der Armen“ als ihre eigene Sache zu begreifen. Dies wie auch das Recht zur revolutionären Überwindung von Klassenherrschaft und zum Widerstand gegen faschistische Regimes nahm das Grundanliegen der späteren Befreiungstheologie vorweg.
Die Bezeichnung des ökonomischen Materialismus als ein „Licht“ für die Auferstehung Jesu war die Antithese zu der Position, die die vorherige These kritisierte: nämlich zur selbstgerechten Konfrontation von „Licht“ (Christentum, westliche Freiheit) gegen „Finsternis“ (Marxismus, östliche Unfreiheit). Zudem verweist die Formulierung auf Barths spätere Versöhnungslehre, in deren drittem Hauptteil (Kirchliche Dogmatik IV/3) er eine „Lichterlehre“ entfaltete: Gestalten und Mächte des Diesseits können zu Abbildern, Analogien des einzigen wahren Lichtes, Jesus Christus, werden.
Barth sah gerade den Marxismus als ein solches von außen kommendes Licht an, das die Christen an die Hoffnung auf Auferstehung aller Toten erinnere: Dies rief in kirchlichen Kreisen damals wie heute Empörung und Unverständnis hervor. Jedoch vertrat Barth damit nur ein verdrängtes Element biblischer Theologie, wonach die mit dem Reich Gottes eintreffende Neuschöpfung den radikalen Umsturz aller Herrschaftsverhältnisse und die Umwälzung aller Besitzverhältnisse beinhaltet.

## Kontext

### Theologie
Das Darmstädter Wort nahm zu aktuellen Entwicklungen aus dem Glauben an die in Jesus Christus geschehene Versöhnung heraus Stellung (1. Satz). Voraus ging ein Referat von Karl Barth auf der Darmstädter Sitzung des Bruderrats der EKD am 5. und 6. Juli 1947 mit dem Titel: Die Kirche – die lebendige Gemeinde des lebendigen Herrn Jesus Christus. Darin entfaltete Barth sein theologisches Verständnis der Kirche als „dynamische Wirklichkeit“, die „vor die Tatsache der in Jesus Christus geschehenen Versöhnung der Welt (2. Kor 5,19) … gestellt“ sei. Diese Tatsache offenbare uns Menschen zugleich das „Gericht Gottes“ über unsere alte, das Kommen seiner neuen Welt (2 Kor 5,17).
Barth stellte also die enge Beziehung zwischen der in Jesus Christus schon geschehenen Versöhnung Gottes mit der Welt zum kommenden Reich Gottes, das diese Welt umstürzt und verwandelt, heraus. Um sich dieser Zukunft öffnen zu können, sei die Kirche aufgerufen, das Gericht Gottes über diese Welt wahrzunehmen und sich der eigenen Schuldgeschichte zu stellen. Nur so könne sie die richtige Antwort auf die Situation ihrer Gegenwart geben.
Barth sah damals zwei Hauptgefahren für die Kirche:
- die Tendenz zur rückwärtsgewandten Bewahrung der eigenen Traditionen. Diese drohe gerade dort, wo die Kirche sich auf Bibel und Bekenntnisschriften berufe, ohne zu merken, dass diese in die jeweilige Gegenwart hinein zu aktualisieren seien:

„Noch beteuern die Christen aufrichtig ihren Glauben oder doch den ihrer Väter, und schon ist ihnen Gottes Offenbarung zu einer Gespensterwelt von ehrwürdigen Wahrheiten und hohen Moralgesetzen geworden.“
- das Bündnis der Kirche mit gesellschaftlichen und staatlichen Mächten. Christen neigten dazu, ihren Glauben mit der jeweils herrschenden religiös-politischen Weltanschauung zu kombinieren und der Welt statt Jesus Christus „das Christentum“ anzubieten:

„Sie sagen: ‚Gottes Wort‘ und bemerken gar nicht mehr, dass sie damit eine dieser Kombinationen meinen …“
Nur eine ausschließlich ihrer Botschaft, dem Evangelium, verpflichtete Kirche kann im Sinne Barths frei sein für die Welt und ihr glaubwürdig die Hoffnung des Reiches Gottes verkünden.
Barths Thesen knüpften an Gedanken von Hans Joachim Iwand an, die er in der vorherigen Bruderratssitzung (7.–8. Mai 1947 in Berlin) geäußert hatte, in einem Referat, das Barths neues Buch Christengemeinde und Bürgergemeinde zum Thema hatte. Dort hatte Iwand vorgetragen, es sei ein Fehler gewesen, dass die Kirche sich in eine Ideologie nach dem Motto „Der Feind steht links“ begeben hätte. „Wir haben uns nicht mit einer Antirevolution zu konstituieren.“ In der Sitzung in Darmstadt vom 5. und 6. Juli 1947 griff Iwand diesen Gedanken erneut auf und bezog ihn deutlicher auf soziale Klassen:

„Die BK muss eine politische Linie haben, wir müssen eine politische Haltung als Christen haben, wir müssen heute vom Bruderrat aus sagen: wir gehen einen neuen Weg. Die Gefahr besteht für uns heute darin, dass die gescheiterten Stände Deutschlands bei uns ein Rückzugsgebiet suchen. Die Arbeiterschaft hat noch kein rechtes Vertrauen, dass die Kirche ihr Anliegen auch soziologisch aufnimmt.“

### Kirchliche Nachkriegsentwicklung
Das Darmstädter Wort reagierte auf die damalige Wiederherstellung volkskirchlicher Strukturen und nationalistischer Tendenzen im deutschen Protestantismus und kennzeichnete diese als Fortsetzung alter „Irrwege“. Denn die evangelischen Amtsträger aus der Zeit des Nationalsozialismus bestimmten nach dem Zweiten Weltkrieg großenteils weiterhin die Kirchenpolitik und sorgten für die rasche Wiederherstellung der Kirchenbehörden. Der Ratsvorsitzende der neu gegründeten EKD, Otto Dibelius, beschrieb dieses Bestreben wie folgt:
„Was heißt Neubau? Wir haben 1945 da wieder angefangen, wo wir vorher aufhören mussten.“
Gemeint waren die Bemühungen um einen föderalen Bund von Landeskirchen unter einem Landesbischof und einer zentralen Leitung als Deutsche Evangelische Kirche vor 1933. Während vor allem die Preußische Landeskirche sich im Kirchenkampf spaltete, blieben die meisten Landeskirchen während der NS-Herrschaft „intakt“, indem sie jeden offenen Bruch mit den Staatsbehörden vermieden und damit die Bekennende Kirche organisatorisch lähmten.
Gemeint war auch die deutschnationale, obrigkeitsstaatliche, antidemokratische und antisozialistische Tradition der DNVP, der vor 1933 mit Dibelius die meisten evangelischen Pfarrer angehört hatten. Sie traten nach 1945 meist in die neu gegründete CDU ein, die der Rat der EKD schon bei seiner Gründungskonferenz in Treysa (Oktober 1945) als „Partei, die sich auf christliche Grundsätze verpflichtet, wohlwollend“ begrüßte. Kritiker wie Paul Schempp sahen darin eine theologisch und historisch lernresistente Politisierung des Christentums, die bruchlos an die Bejahung des „positiven Christentums“ im Programm der NSDAP durch eine große protestantische Mehrheit ab 1933 anknüpfte.
Scharfe Kritik fanden auch apologetische Aussagen der Stuttgarter Schulderklärung wie diese:
„Wohl haben wir lange Jahre hindurch im Namen Christi gegen den Geist gekämpft, der im nationalsozialistischen Gewaltregiment seinen furchtbaren Ausdruck gefunden hat …“
Tatsächlich hatten die Landesbischöfe 1939 alle Christen einhellig zur „Hingabe an den Führer“ im bevorstehenden Krieg aufgerufen und teilweise ausdrücklich die Vereinbarkeit von Nationalsozialismus und Christentum behauptet. Demgemäß protestierte der Rat der EKD heftig gegen das alliierte „Gesetz zur Befreiung von Nationalsozialismus und Militarismus“ vom 5. März 1946, das die Entnazifizierung und Demilitarisierung deutschen Spruchkammern übertrug: Es widerspreche dem Grundsatz nulla poena sine lege (ohne Gesetz keine Strafe), da es auch Handlungen und Gesinnungen unter Strafe stelle, die „vom damaligen Gesetzgeber als rechtmäßig und gut eingeschätzt“ worden seien.
Schon vorher hatte die US-Militärregierung Bischof Theophil Wurm als Sprecher der ganzen BK anerkannt und der EKD eine „Selbstreinigung“ gestattet, wonach kirchliche Amtsträger, die NSDAP-Mitglieder gewesen waren, von selbstbestimmten kirchlichen Spruchkammern überprüft werden durften. In diesen sollten Angehörige der BK sitzen, die aber ebenfalls häufig NSDAP-Mitglieder oder -Wähler gewesen waren.
Am 10. Oktober 1946 erreichte der Rat der EKD sogar, dass die Besatzungsbehörden die BK als Ganzes als „antifaschistische Widerstandsorganisation“ anerkannten. Zwei Tage darauf fand in der Stiftung Christoph Blumhardts in Bad Boll ein fünftägiges Treffen des radikalen BK-Flügels statt, der dazu aufrief, in der EKD eine Opposition zu bilden, die die Traditionen der BK-Synoden von Barmen und Dahlem 1934 bewahren und unter neuen Bedingungen fortsetzen solle. Daraus ging eine bundesweite Kirchlich-theologische Arbeitsgemeinschaft (KTA) hervor.

### Politische Zeitumstände
Iwand, der Hauptautor, sah auf der Ratstagung die Gefahr, dass die Kirche als „Rückzugsgebiet für den verdrängten Nationalismus benutzt wird“. Dies zeigte sich für ihn etwa in der Karfreitagspredigt von Helmut Thielicke vom März 1947: Darin lehnte dieser jede Rede von einer Schuld der Deutschen ab und klagte dafür die Alliierten an.
Iwand verlangte eine gründliche Abkehr der Kirche von dieser rückwärtsgewandten nationalistischen Tradition. Sie müsse die „Revision“ einer jahrhundertelangen Fehlentwicklung aus eigener Kraft schaffen und könne dabei nicht auf andere blicken. Nicht die umgebende Welt, sondern die Neigung zu Zweckbündnissen mit den Mächten, die Gesellschaft und Staat aktuell beherrschten, bedrohe die Kirche. So müsse sie der Welt zwangsläufig das rettende und helfende Wort schuldig bleiben. Dagegen helfe nur eine echte Reformation der Kirche. Diese habe unbedingten Vorrang vor der Reform der Gesellschaft. Wolle die Kirche zu Letzterem beitragen, müsse sie Ersteres schaffen.
Iwand sagte zu diesen Tendenzen:
„Mit diesem Glauben an eine echte Reformation habe ich den Eindruck, dass wir nicht von den Besatzungsmächten verstanden werden. Dies führt dazu, dass sie sich mit den alten kirchlichen Kräften besser verstehen und wir darum als Bekennende Kirche … nur wenige Freunde haben.“
Auf diesem Hintergrund versuchte das Darmstädter Wort, die Herausforderung des Evangeliums für die deutsche Nachkriegssituation zu beantworten und die Reformation der Kirche trotz und entgegen der Restauration in den Westzonen und drohenden Teilung Deutschlands anzugehen.

### Diskussion im Bruderrat
Nachdem Iwand dem Bruderrat seinen Vorentwurf vorgetragen hatte, setzte am 6. Juli 1947 dort eine Debatte ein. Vor allem lutherische und süddeutsche Mitglieder sprachen sich gegen eine Beschlussfassung aus; unter den westdeutschen unierten Mitgliedern fand es mehr Anklang. Kurt Scharf betonte als einziges Mitglied aus Ostdeutschland, man dürfe den Bolschewismus als „Vergötzung des Staatlichen“ „nicht verharmlosen“. Theodor Dipper, der sich „durch das Wort überfordert“ fühlte, fragte, ob es schon „reif“ sei. Der als Gast anwesende Oberbürgermeister von Darmstadt, Ludwig Metzger (SPD), begrüßte Iwands Entwurf als „Entscheidung, auf die ich schon lange gewartet habe. […] Es ist tragisch, dass das Christentum und der Marxismus so in einen Gegensatz hineingebracht wurden.“ Er bat als SPD-Vertreter darum: „Bei diesem Wort nicht nur an die Menschen zu denken, die zur Gemeinde gehören, sondern auch an die, die als Proletarier ja auch zur Gemeinde gehören müssten […]. Es ist ein Verhängnis, dass die CDU mit der Kirche gleichgesetzt wird.“
Nur zwölf der eingeladenen Bruderratsmitglieder nahmen dann an der Darmstädter Tagung teil. Sieben von ihnen erstellten am 7. August 1947 unter dem Vorsitz von Hermann Diem die auf Barths und Iwands Vorentwürfen basierende Endfassung des Darmstädter Wortes. Diese wurde am 8. August von allen Tagungsteilnehmern beschlossen. Entgegen Niemöllers Empfehlung, den Text zuerst dem Rat der EKD zuzusenden und dessen Zustimmung abzuwarten, wurde der Text sofort gedruckt und am 12. August 1947 als Nr. 8 der Flugblätter der Bekennenden Kirche an alle evangelischen Gemeinden, Kirchenbehörden und Landeskirchenbehörden geschickt.

## Erste Reaktionen
Unmittelbar nach dem Erscheinen des Wortes erhob sich ein Sturm der Entrüstung besonders bei konservativ-lutherischen Theologen. Otto Dibelius schrieb in einem Brief am 9. September 1947, er empfinde es als „schwere Zumutung“, „dass wir genau dasjenige als eigene Schuld bekennen sollen, wogegen wir ein Leben lang gekämpft haben“. Hans Asmussen bezeichnete das Wort als „Sozialistenbeschluss“ und als Ausdruck einer „Konjunkturtheologie“. Er warnte vor einem „Religionsbolschewismus“ in der Kirche. Der Marxismus dürfe unter Christen nicht Fuß fassen, denn er sei „nicht einen Deut erträglicher … als die Lehre Rosenbergs“. Die Kritiker unterstellten den Autoren also ideologische Motive in religiöser Verkleidung.
Asmussen und Dibelius hatten bei der Entstehung der Stuttgarter Schulderklärung lange gezögert, als Martin Niemöller ein konkretes, eigenes Schuldbekenntnis verbindlich machen wollte („Durch uns ist unendliches Leid über viele Länder und Völker gebracht worden …“). Nun warnte der Rat der EKD vor einer „Entwertung“ des Stuttgarter Schuldbekenntnisses und ließ es dann erst in der Evangelisch-Lutherischen Kirchenzeitung veröffentlichen und an die Gemeinden verteilen.
Aber auch einige Bruderräte wie Heinrich Albertz und Kurt Scharf, die nicht bei der Darmstädter Tagung dabei waren, beschwerten sich intern über das Zustandekommen besonders der dritten und fünften These. Man trug diese Differenzen nicht nach außen, weil Martin Niemöller damals zuerst in den Vereinigten Staaten, dann auch in der Bundesrepublik wegen seiner freiwilligen Meldung zur Wehrmacht von 1939 unter scharfer Kritik stand und man das mühsam gewonnene Vertrauen der Alliierten in die Vertreter der Bekennenden Kirche nicht noch mehr beschädigen wollte.
Angesichts der Vorgänge in der Sowjetischen Besatzungszone stieß das Papier gerade in Ostdeutschland auf Empörung. Viele empfanden speziell den Schlussteil als Hohn, in dem jeder Deutsche dazu aufgefordert wurde, am „Aufbau eines besseren deutschen Staatswesens“ teilzunehmen, „das dem Recht, der Wohlfahrt und dem inneren Frieden und der Versöhnung der Völker dient“. Auf der 12. Bruderratstagung der Bekennenden Kirche im Oktober 1947 erklärte Präses Kurt Scharf, wer dieses Wort schreibe, wisse offensichtlich nicht, „in welcher Lage wir uns befinden“. Zum Aufbau eines gerechten Staatswesens „sind uns gar keine Möglichkeiten gegeben unter der Diktatur. Dieses Wort gibt den Entrechteten Fußtritte. […] Wir sagten uns, so kann man nur reden, wenn man die Situation, wie sie bei uns herrscht, völlig verkennt, nicht sehen [kann] oder nicht sehen will“. Tatsächlich lebten und lehrten die Autoren im Westen. Ein Mitglied des Brandenburger Bruderrats, Otto Perels, verlangte bei dessen Sitzung am 10. September 1947 die Rücknahme des Darmstädter Worts, da sonst die „Selbstaufgabe“ der BK vollzogen sei: „Wie könnte sie bestehen vor ihren Bekennern und Märtyrern, wenn sie ihren Namen zum Schanddeckel der Anpassung an den Zeitgeist werden ließe.“
Hier zeigten sich erneut die tiefen Gräben in der Auslegung der Barmer Erklärung von 1934, die die BK schon im Kirchenkampf gespalten und gelähmt hatten: Konservative Lutheraner wie Walter Künneth sahen den Glauben an Jesus Christus als von Politik scheinbar unberührbare Ebene, die Christen jede konkrete Einmischung in gegenwärtige Konfliktlinien verbiete. Andererseits hatten gerade sie sich nicht gescheut, totalen Gehorsam gegenüber dem Unrechtsstaat des NS-Regimes zu predigen, Krieg und Judenverfolgung mitzutragen und zu rechtfertigen.
Barth, der schon viel früher als die meisten seiner Mitstreiter die weltlichen und ideologischen Bindungen der Kirche als Verleugnung des Evangeliums gegeißelt und bekämpft hatte, sah in diesem Widerspruch ein fundamentales Missverständnis des evangelischen Glaubens, den die Barmer Erklärung zeitgemäß formulieren wollte: Gerade wer die Herrschaft Christi auch über die Welt und die Politik ernst nehme, müsse nach konkreten Analogien dazu in der Welt fragen und den Mut zu eindeutigem politischen Zeugnis haben (Christengemeinde und Bürgergemeinde 1946).
Der Bruderrat der EKD beauftragte daraufhin am 16. Oktober 1947 eine Theologenkommission damit, dem Wort einen ausführlichen Kommentar beizufügen, um Sinn und Absicht den Gemeinden zu erläutern.

## Der Kommentar
Da die vom Bruderrat beauftragten Theologen Joachim Beckmann, Ernst Wolf und Martin Niemöller als Autoren des Kommentars wegen Zeitmangels ausfielen, verfasste ihn der von Kurt Scharf bestimmte Hermann Diem im Alleingang. Nach vier Monaten legte er das Ergebnis als „Auslegung“ vor und fand dafür die vorbehaltlose Zustimmung der übrigen Kommissionsmitglieder, dann auch des Bruderrats. Als Nr. 9 der Flugblätter der Bekennenden Kirche wurde das Darmstädter Wort zusammen mit diesen Erläuterungen dann nochmals veröffentlicht.
Gegen die durch den Kalten Krieg begünstigte, bei deutschen Lutheranern beliebte Gleichung von „Bolschewismus“ und Nationalsozialismus erklärte Diem:
„Die deutsche Christenheit hat durch ihr auf dem Weg über die antibolschewistische Kreuzzugsstimmung erfolgtes Bündnis mit dem Nationalsozialismus selbst diese Nemesis über sich gebracht, dass sie nun die Auseinandersetzung mit dem Bolschewismus auf eigenem Boden führen muss. Darum kann sie dieser Auseinandersetzung jetzt nicht mehr ausweichen. Sie versucht es freilich trotzdem auf verschiedenste Weise.“
Im Rückblick auf die Nachkriegsjahre erkannte er die befreiende Wirkung des Stuttgarter Schuldbekenntnisses an, stellte aber zugleich fest:
„Sie [die Kirche] ließ sich verleiten, von dem Unrecht der Siegermächte in einer Weise zu reden, die den Anschein erwecken konnte, als hätte sie das Bekenntnis der eigenen Schuld nur darum abgegeben, damit sie nun umso ungehinderter von der Schuld der anderen reden könne.“
Es sei der Kirche trotz einer neuen Hinwendung zu sozialpolitischen Fragen nicht gelungen, die seit 100 Jahren bestehende Mauer zur Arbeiterschaft zu durchbrechen. Stattdessen habe sie neue weltanschauliche Fronten errichtet und sich von dem Interesse vieler Deutscher an Selbstrechtfertigung und Schuldverlagerung benutzen lassen.
„Die Kirche wird dadurch gegen den neu auflebenden Nationalismus machtlos. Unser Volk lebt mit seinen Klagen und Anklagen wie unter einem eisern verschlossenen Himmel dahin und kann keinen freien Schritt in die Zukunft tun, weil es mit seiner Vergangenheit nicht fertig wird.“
Inzwischen hatte sich der Kalte Krieg verschärft: Die Londoner Konferenz der alliierten Außenminister Ende Dezember scheiterte, so dass die Westmächte in den Westzonen zunehmend nur noch Verbündete für ihre Politik suchten. Damit trat die Entnazifizierung und Schuldfrage auch in der EKD vollends in den Hintergrund. Zugleich war sie seit der Veröffentlichung des bahnbrechenden Aufsatzes von Rudolf Bultmann Neues Testament und Mythologie (1941) mit einer neuen theologischen Zerreißprobe konfrontiert: dem Programm einer Entmythologisierung des Evangeliums. Dies trug dazu bei, dass das Darmstädter Wort rasch erst überlagert und dann vergessen wurde.

## Weitere Wirkung
Das Darmstädter Wort spielte für die Mehrheit in der EKD nach der Teilung Deutschlands keine Rolle und wurde rasch allgemein verdrängt. Seine Absicht, die Kirche als eigenständige Kraft gegenüber beiden Seiten im Kalten Krieg zu positionieren, wurde zugunsten der Gleichsetzung von Nationalsozialismus und „Bolschewismus“ ersetzt. Die meisten sahen als kirchliche Aufgabe die Wahrung „christlich-abendländischer Werte“ gegen die Säkularisierung. Die Bruderräte, die in ihr die Tradition der ersten Bekenntnissynoden fortsetzen und aktualisieren wollten, wurden bald aus den Kirchenleitungen verdrängt und verloren an Einfluss.
Für christliche Friedensgruppen der außerparlamentarischen Bewegung gegen die Wiederbewaffnung und die Atombewaffnung in der Bundesrepublik (Kampf dem Atomtod) dagegen blieb das Darmstädter Wort aktuell. Mit dem Abschluss des Militärseelsorge-Vertrages 1957 und den Heidelberger Thesen von 1959, die die Bereithaltung von Atomwaffen zur Abschreckung der Sowjetunion bedingt bejahten, setzte sich jedoch die Westbindung in der EKD endgültig durch. Damit war die Perspektive des Darmstädter Wortes, die Kirche „zwischen“ Ost und West zu positionieren und von der Versöhnungsbotschaft her eine politische Neuorientierung zu wagen, zunächst gescheitert.
Die 1959 von Präses Lothar Kreyssig gegründete Aktion Sühnezeichen Friedensdienste nahm das Wort positiv auf, bemängelte aber auch, dass ein wesentlicher Irrweg darin nicht benannt wurde: die kirchliche Schuld gegenüber dem Volk Israel, der christliche Antijudaismus.
In der Ostdenkschrift der EKD von 1965 tauchten Impulse aus dem Darmstädter Wort unvermutet wieder auf, ohne dass diese darauf Bezug nahm. Sie wurde von Theologen aus der Schule Iwands vom Beienroder Konvent vorbereitet, die sich der Versöhnung mit den Völkern Osteuropas – allen voran Polen und Russen – besonders verpflichtet fühlten. So hatte Iwand bereits 1947 – ähnlich wie Klaus von Bismarck – vor großen Flüchtlingsgemeinden für den Verzicht auf die an Polen gefallenen ehemaligen deutschen Ostgebiete geworben, war damals aber ein einsamer Rufer in der Wüste geblieben.
Im Verlauf der westdeutschen Studentenbewegung entdeckten politisch engagierte Christen das Darmstädter Wort neu. Evangelische Studentengemeinden (ESG) an den Universitäten übernahmen es als ihre Gründungsurkunde und beriefen sich fortan oft darauf, um ihre „Option für einen humanen Sozialismus“ als christlich mögliche Entscheidung damit zu begründen. Sie wendeten das Wort „von unten“ gegen die Kirchenhierarchie.
1969 wurde unter politischem Druck der SED der Bund der Evangelischen Kirchen in der DDR gegründet. Dessen vorsitzender Bischof Albrecht Schönherr stellte das Darmstädter Wort am 23. Juni 1970 überraschend in den Mittelpunkt seines Synodalberichts und erklärte: „Seine Aussagen sind nach 23 Jahren noch erstaunlich aktuell.“ Er nahm vor allem die 6. These als bindend für den Kirchenauftrag in der DDR positiv auf und integrierte es in sein Selbstverständnis von „Kirche im (nicht: gegen den) Sozialismus“.
Damit war eine neue Diskussion um das Darmstädter Wort in beiden Teilen Deutschlands eröffnet. Hermann Diem verglich es in einem Aufsatz für die renommierten Evangelischen Kommentare mit der Stuttgarter Schulderklärung. Die in Prag gegründete Christliche Friedenskonferenz entfaltete 1971 das Thema „Christen und Revolution“, nachdem bis dahin nur einzelne DDR-Christen wie Carl Ordnung festgestellt hatten:
„Wer als Christ das Darmstädter Wort Ernst nahm, dem musste es um eine Änderung der gesellschaftlichen Verhältnisse gehen, aus denen Faschismus und Krieg geboren waren. Das taten im Osten Deutschlands zunächst fast ausschließlich christliche Gruppen außerhalb der Kirche.“
Im Jahr der Ostverträge 1972 erschienen dann zahlreiche Aufsätze zum 25-jährigen Jubiläum des Wortes, darunter „Das Zeichen der Zeit“ von Gerhard Bassarak und „Das Darmstädter Wort – immer noch aktuell“ von Renate Riemeck. Nun erst druckte auch eine Ausgabe der Stimme der Gemeinde, einer Monatszeitschrift des Bruderrats, das Wort in voller Länge ab, nachdem es 1947 dort völlig verschwiegen worden war.
Im selben Jahr forderte Heino Falcke mit Bezug auf das Wort die Christen in der DDR auf der Bundessynode in Dresden auf, die Hoffnung auf einen „verbesserlichen Sozialismus“ nicht aufzugeben und dafür einzutreten. Daraufhin verbot die SED dem Kirchenbund, öffentlich über andere und bessere Gesellschaftskonzepte nachzudenken. Die Ost-CDU wiederum benutzte die 5. These dann oft für ihre Interpretation, die evangelische Kirche in der DDR habe damit angeblich den bestehenden Staatssozialismus anerkannt.
Zum 30-jährigen Jubiläum des Wortes berief Till Wilsdorf, damals Leiter der Theologischen Kommission der ESG, eine „Versammlung europäischer Christen“ vom 7. bis 9. September 1977 nach Darmstadt ein. Während sich die Leitung der EKD unter Erwin Wilckens sofort von dieser Einladung distanzierte und das Darmstädter Wort öffentlich als „Privatarbeit“ und „Betriebsunfall“ der Nachkriegsgeschichte abwertete, nahmen viele Christen auch aus Osteuropa an der Konferenz teil. Von dieser Versammlung gingen erste Impulse für eine blockübergreifende gesamteuropäische christliche Friedensbewegung aus, die dann in den 1980er Jahren im Kontext der neuen Aufrüstungsschritte von NATO und Warschauer Pakt Gestalt annahm. Während Diether Koch eine „unerledigte Anfrage an das Darmstädter Wort“, seine angebliche Abweichung von der Theologie Karl Barths, thematisierte, stellte Bertold Klappert 1979 seine „ökumenische Bedeutung“ heraus.
Die Vikare und Vikarinnen in Westberlin verlangten nun, wie auf die Barmer Theologische Erklärung, so auch auf das Darmstädter Wort ordiniert zu werden. Dies löste schwere Konflikte mit den dortigen Kirchenämtern aus. Gerade diese Reaktionen auf beiden Seiten des Eisernen Vorhangs zeigten die weiterwirkende Aktualität des Darmstädter Worts.